# My Country, ’Tis of Thee
My Country, ’Tis of Thee („Mein Land, von Dir ist’s“; auch: America) ist ein patriotisches Lied der Vereinigten Staaten von Amerika, das 1831 von Samuel Francis Smith geschrieben wurde. Die Melodie ist die von God Save the King. Neben weiteren Liedern wie insbesondere Hail, Columbia erfüllte es – wenngleich nicht offiziell – die Funktion einer Nationalhymne der USA, bis 1931 mit The Star-Spangled Banner einem Lied erstmals der Status einer offiziellen Nationalhymne verliehen wurde.
Von W. E. B. Du Bois gibt es eine Umdichtung des Originals, die die Geschichte der Sklaverei und des Rassismus in den USA kritisch und aus Sicht eines Afro-Amerikaners kommentiert.

## Text
| My country, ’tis of thee, Sweet land of liberty, Of thee I sing; Land where my fathers died, Land of the pilgrims’ pride, From every mountainside Let freedom ring!                     | Mein Land, es ist von Dir, Dem süßen Land der Freiheit, Von dir ich singe. Land, wo meine Väter starben, Land des Stolzes der Pilgerväter, Lasst von jedem Bergeshang Den Ruf der Freiheit erschallen!                                |
| My native country, thee, Land of the noble free, Thy name I love; I love thy rocks and rills, Thy woods and templed hills; My heart with rapture thrills, Like that above.              | Du Land meiner Geburt, Land der edlen Freien, Deinen Namen liebe ich. Ich liebe deine Berge und Bächlein, Deine Wälder und sanften Hügel, Mein Herz erschauert vor Entzücken Wie jenes da oben.                                       |
| Let music swell the breeze, And ring from all the trees Sweet freedom’s song; Let mortal tongues awake; Let all that breathe partake; Let rocks their silence break, The sound prolong. | Lasst Musik den Wind entfachen, Und von allen Bäumen das Lied Der süßen Freiheit erschallen; Lasst die Zunge der Sterblichen erwachen, Lasst alle, die atmen, teilhaben, Lasst Felsen ihr Schweigen brechen Lass ihr Lied fortdauern. |
| Our father’s God to Thee, Author of liberty, To Thee we sing. Long may our land be bright, With freedom’s holy light, Protect us by Thy might, Great God our King.                      | Gott unserer Väter, Dir, Urheber der Freiheit Dir lass uns singen. Lang möge unser Land widerleuchten Vom heiligen Licht der Freiheit Schütze uns mit Deiner Macht, Großer Gott, unser König.                                         |